# Amtsgericht Hersbruck

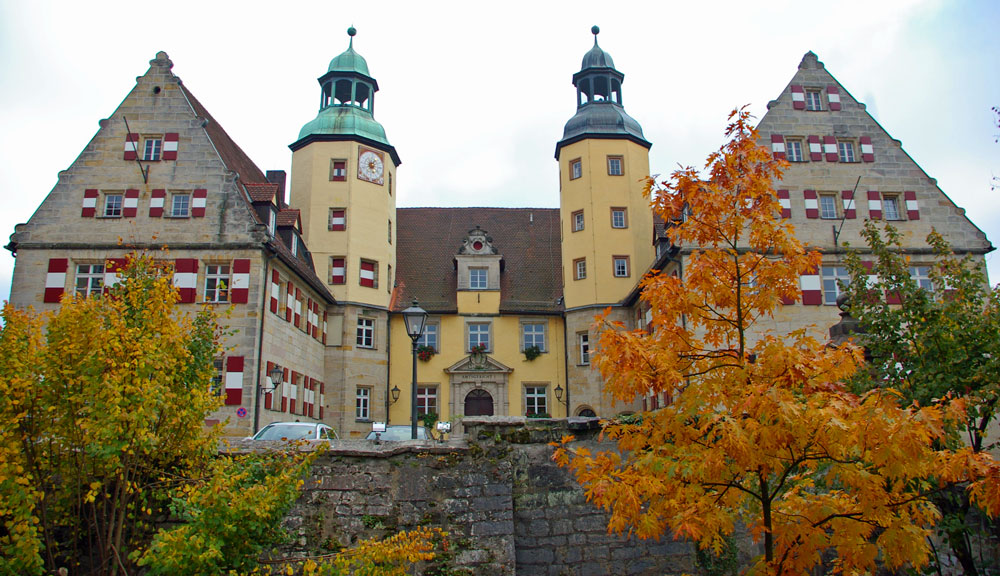
Schloss Hersbruck – Sitz des Amtsgerichts Hersbruck. Im Schloss Hersbruck befindet sich seit dem 15. Jahrhundert das Pflegamt und damit das landesherrliche Hochgericht. (Foto von vor 2009)

Das Amtsgericht Hersbruck ist ein Gericht der ordentlichen Gerichtsbarkeit und eines von 73 Amtsgerichten in Bayern. Das Gericht befindet sich im Schloss Hersbruck.

## Geschichte

### Vorläufer des Amtsgerichtes Hersbruck
Von 1506 bis 1806 war das Pflegamt Hersbruck der Freien Reichsstadt Nürnberg hohe Gerichtsbarkeit, z. T. auch Fevelgericht und Niedergericht für die Nürnbergischen Untertanen im Amtsbezirk Hersbruck.
Mit der Gerichtsverfassung des Königreichs Bayern vom 24. Juli 1808 entstand ein dreigliedriges Gerichtssystem. An die Stelle des Pflegamtes Hersbruck trat als erste Instanz das Landgericht (älterer Ordnung) Hersbruck, das sowohl Verwaltungsbehörde als auch Polizei und Rechtsprechung vereinte.
Die Revolution von 1848 brachte eine Justizreform mit Änderungen für Ortschaften mit Herrschaften, wie z. B. Henfenfeld, Reichenschwand, Kirchensittenbach, Eschenbach, Unterkrumbach. Die Patrimonialgerichtsbarkeit der Herrschaften wurde aufgehoben und ging an das Landgericht ä.O. Hersbruck über.
Durch das Gerichtsverfassungsgesetz von 10. Januar 1861 wurde für die Verwaltungsaufgaben das Bezirksamt Hersbruck eingeführt (Vorläufer der ab 1939 als Landratsamt bezeichneten Verwaltungsbehörde.) Das Landgericht (mittlerer Ordnung) Hersbruck hat seitdem ausschließlich die Aufgabe der Rechtsprechung. Gleichzeitig wurden 1861 die Notariate geschaffen.

### Bildung des Amtsgerichtes Hersbruck 1879
Im deutschen Reich wurde 1877 das Gerichtsverfassungsgesetz erlassen, das 1879 im Königreich Bayern umgesetzt wurde. Die noch heute existierende Gliederung der Gerichte entstand. Aus dem Landgericht m.O. Hersbruck wurde damit das königlich bayerische Amtsgericht Hersbruck.
Im Jahre 1973 wurde das benachbarte Amtsgericht Lauf an der Pegnitz aufgehoben und dem Amtsgericht Hersbruck zugeordnet.

## Zuständigkeitsbereich
Der Amtsgerichtsbezirk erstreckt sich auf den gesamten Landkreis Nürnberger Land, in dem rund 170.000 Menschen leben. Das Gericht ist erstinstanzlich u. a. für Zivil-, Familien- und Strafsachen zuständig.

## Übergeordnete Gerichte
Dem Amtsgericht Hersbruck ist das Landgericht Nürnberg-Fürth übergeordnet, welche beide wiederum dem Bezirk des Oberlandesgericht Nürnberg angehören.

## Gerichtsgebäude
Das Amtsgericht befindet sich am Schloßplatz, am südlichen Rand der Altstadt von Hersbruck und ist in den Gebäuden des denkmalgeschützten Schlosses Hersbruck untergebracht.